# Live.com Mobile
Live.com Mobile là một cổng điện tử internet dành cho thiết bị di động của Microsoft và là một phần của nhóm dịch vụ Windows Live. Nó cho phép người dùng tiếp cận trang chủ Live.com của riêng họ trên thiết bị di động. Người dùng có thể dùng PC để tinh chỉnh trang Live.com để thêm tin tức, điều kiện tìm kiếm, Gadget, và nhiều thứ khác, sau đó truy cập vào nó thông qua Live.com Mobile.
Live.com Mobile là một trang chủ có thể điều chỉnh chỉ với thông tin và cách trình bày mà người dùng muốn có trên điện thoại di động của họ. Vài tính năng của Live.com Mobile bao gồm:
- Đọc tiêu đề của trang Live.com và các nội dung RSS khác
- Kiểm tra chứng khoán, thời tiết, và những nội dung Gadget khác
- Dễ dàng truy cập vào hộp thư đến của Windows Live Hotmail và những dịch vụ di động khác
- Tìm kiếm web, tin tức, và những nguồn tài liệu khác ngay từ trang chủ đã tinh chỉnh của họ

Cổng điện tử di động có thể tiếp cận từ địa chỉ http://mobile.live.com/portal Lưu trữ ngày 7 tháng 2 năm 2007 tại Wayback Machine